# دانيال ديفيز
دانيال ديفيز (بالإنجليزية: Daniel Davies)‏ هو دلال وقاضي صلح ‏ وسياسي أسترالي وبريطاني (وحمل سابقاً جنسية المملكة المتحدة لبريطانيا العظمى وأيرلندا)، ولد في 1 مارس 1872، وتوفي في 1 أكتوبر 1951 في أستراليا. انتخب عضو مجلس النواب جنوب أستراليا من الجمعية عن دائرة Electoral district of Yorke Peninsula ‏ وقد انضم خلال فترته النيابية (8 أبريل 1933 – 28 مارس 1941)  للكتلة البرلمانية مستقل.